# Wustite
Ne doit pas être confondu avec Wurtzite.
La wustite est l'espèce minérale de l'oxyde de fer(II) FeO, qu'on retrouve en trace de surface sur le fer natif ou les météorites.
La wustite a une couleur grise, avec un éclat verdâtre. Elle cristallise dans le système cristallin cubique, en des grains opaques ou métalliques translucides. Sa dureté de Mohs est comprise entre 5 et 5,5, et une densité de 5,88.
Le nom vient de Fritz Wilhelm Friedrich Wüst (de) (1860–1938), un métallurgiste allemand, directeur du Kaiser-Wilhelm-Institut für Eisenforschung  de Düsseldorf, maintenant appelé Institut Max-Planck de sidérurgie. Le nom, qui ne s'appliquait initialement qu'à l'oxyde de fer artificiel a été par la suite étendu à son équivalent naturellement formé.

## Caractéristiques
La wustite a une cristallisation cubique dans le groupe d'espace Fm3m (ou 225) avec un paramètre cristallin a = 4,31 Å et Z = 4 unités formulaires par maille.
Il s'agit d'un composé typiquement non stœchiométrique : son taux d'oxydation est variable mais les métallurgistes retiennent généralement la formule FeO1,0356.

## Occurrence
Les topotypes (premiers échantillons naturels) ont été identifiés en 1927 par Rudolf Schenck (de) et Th. Dingmann à Scharnhausen (de), dans le Bade-Wurtemberg. Cette a été complétée par d'autres à l'île de Disko, au Groenland, dans le gisement houiller de Jharia au Jharkhand, en Inde, ainsi que comme inclusion dans des diamants dans beaucoup de diatrèmes de kimberlite. On en a également retrouvé dans des nodules polymétalliques.
Sa présence est typique d'un environnement très réducteur et chaud. On l'observe donc fréquemment sur les météorites de fer et dans les dépôts constitués de laitiers sidérurgiques. On peut, de même, l'identifier dans les basaltes très peu oxydés et riches en fer.

## Minéraux associés

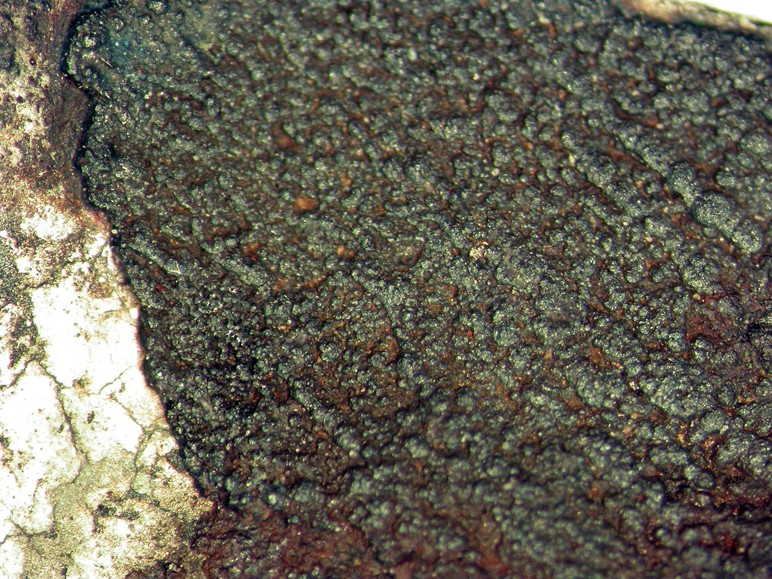
Wüstite dans la Météorite de Sikhote-Aline

La wustite peut former une solution solide avec la périclase (MgO), où le fer se substitue au magnésium. La périclase, lorsqu'elle est hydratée, forme de la brucite (Mg(OH)2), une serpentine commune.
L'oxydation de la wustite la transforme en goethite (FeO(OH)) ou en limonite.
Le zinc, l'aluminium et d'autres métaux de transition peuvent se substituer au fer dans la wustite.
La wustite dans des skarns dolomitiques peut être associée à de la sidérite (carbonate de fer), à des silicates comme la wollastonite, l'enstatite, la diopside ainsi qu'à la magnésite.